# Gare de Bantzenheim
Gare de Bantzenheim vasútállomás Franciaországban, Bantzenheim településen.

## Vasútvonalak
Az állomást az alábbi vasútvonalak érintik:
- Müllheim–Mulhouse-vasútvonal
- Neuf-Brisach-Bantzenheim-vasútvonal
- Bantzenheim-Haberhaeusen-vasútvonal

## Kapcsolódó állomások
A vasútállomáshoz az alábbi állomások vannak a legközelebb:
- Gare de Mulhouse-Ville
- Bahnhof Neuenburg